# La Renga (álbum)
La Renga es el cuarto álbum de estudio grabado por la banda argentina de hard rock La Renga. Fue presentado los días 27 y 28 de noviembre de 1998 en el estadio de Atlanta.
Usualmente los conjuntos musicales o solistas titulan homónimamente sus álbumes cuando se considera que la obra es una representación real o fiel de quien es el artista ejecutante, lo cual se ve reflejado en la definición principalmente de sonido que la banda supo y quiso reflejar.

## Canciones
El álbum se caracteriza por composiciones de estilo hard rock, distorsiones más contundentes o de sonido crunch, lo cual mostraba el alza y el poder enérgico del grupo. La canción de mayor difusión de este álbum de larga duración fue "El revelde", la cual incluye un videoclip. La falta de ortografía en la palabra rebelde fue intencional para dar énfasis a la idea de rebeldía. La canción (que resalta sobre las otras por el ostinato de la guitarra y la batería en las estrofas, y su pulso acelerado) se ha convertido en una de las más populares de la banda. Asimismo "Cuando estés acá" también es considerada una canción meramente popular en el rock argentino.
La crítica más directa al gobierno de turno es "Vende patria clon", canción que anuncia la desaparición por la venta, de la Confederación Argentina.
Otras canciones como "El terco", "Tripa y corazón", "Bien alto" y "El twist del pibe" se han convertido en clásicas de la banda, siendo ejecutadas posteriormente en la mayoría de los conciertos.

## Portada
La portada consta de un calado de una estrella de cinco puntas regular ubicada horizontalmente, con la punta hacia la derecha.
El cancionero, que se guarda dentro de la caja del CD, tiene la tapa blanca, la cual va a complementar la tapa al darle su color blanco a la estrella.
Las ilustraciones son de Marcelo Zeballos, Medusa, Fito, Fernando Ávila, el diseño gráfico es del Estudio Del Federico.

## Lista de canciones
- Todos las canciones compuestas por Gustavo F. "Chizzo" Napoli, excepto "Me hice canción" de Fernando Vera y Gabriel Sánchez.

| N.º | Título                              | Duración |  |
| 1.  | «El terco»                          | 4:30     |  |
| 2.  | «Tripa y corazón»                   | 2:51     |  |
| 3.  | «Bien alto»                         | 3:26     |  |
| 4.  | «El hombre de la estrella»          | 3:22     |  |
| 5.  | «Vende patria clon»                 | 2:37     |  |
| 6.  | «El revelde»                        | 3:24     |  |
| 7.  | «Me hice canción» (con Pablo Lando) | 3:46     |  |
| 8.  | «Cuando estés acá»                  | 4:56     |  |
| 9.  | «El twist del pibe»                 | 3:00     |  |
| 10. | «Reíte»                             | 5:47     |  |
| 11. | «Ser yo»                            | 3:40     |  |

## Músicos
La Renga
- Chizzo: Voz y guitarra
- Tete: Bajo
- Tanque: Batería
- Chiflo: Saxofón y trompeta
- Manu: Saxofón, armónica y coros

Invitados
- Pablo Lando: Percusión (en "Me hice canción")

## Gira musical
Comenzó el 10 de octubre de 1998 y terminó el 30 de diciembre de 1999. Se realizaron 28 conciertos. En la gira hubo muchos músicos invitados, entre los que se destacan Los Piojos, Fabián Crea, Pappo, Marcelo Ferrari y Raúl Dilelio, entre otros.

## Después de la gira
Comenzó el 25 de marzo de 2000 y terminó el 21 de septiembre de 2000. En esta etapa se adelantaron canciones de lo que luego sería su próximo disco, que se llamó La esquina del infinito, que salió en agosto. Se realizaron 6 conciertos en esta etapa.